# Guenther Wachsmuth
Guenther Wachsmuth (Dresda, 4 ottobre 1893 – Dornach, 2 marzo 1963) è stato un saggista ed esoterista tedesco, tra i fondatori con Rudolf Steiner della Società Antroposofica.

## Biografia
Nato secondogenito da Johannes Wachsmuth, medico pediatra di Dresda, e da Alice Harlan, Guenther perse il padre all'età di circa sette anni. 
La madre, attiva nella sezione tedesca della Società Teosofica sin dal 1902, si prese cura della sua educazione.
Dopo aver frequentato la scuola primaria a Dresda, Wachsmuth fu mandato nel 1908 a Glarisegg, in Svizzera, una delle «Case di educazione in campagna» (Landerziehungsheime) basate sulla nuova pedagogia attiva, e poi nella «Libera comunità scolastica» Wickersdorf a Saalfeld, in Germania.
Diplomatosi nell'autunno del 1912 alla scuola superiore di Bad Langensalza, intraprese gli studi di legge ed economia politica a Berlino, Monaco e Oxford. 
Nel 1914, allo scoppio della prima guerra mondiale, partì come volontario in Russia, dove rimase ferito permanentemente al braccio sinistro. Restò tuttavia arruolato come ufficiale d'ordinanza (Ordonnanzoffizier) fino alla fine del conflitto, avendo modo di scoprire il proprio talento organizzativo.

### Approdo all'antroposofia
Nel 1919 Wachsmuth riprese gli studi a Monaco, laureandosi con un dottorato a Würzburg.
Nello stesso anno ebbe con suo fratello il primo incontro personale con Rudolf Steiner, su indicazione della madre, che aveva seguito quest'ultimo sin dal 1913 nella scissione della Società antroposofica da quella teosofica.
Wachsmuth si trasferì quindi a Dornach, sede del movimento antroposofico, dando avvio nel settembre del 1920 alle prime lezioni della «Libera Università di Scienza dello Spirito» nell'istituto del Goetheanum.
Steiner lo pose inoltre a capo di un laboratorio di scienze naturali, dove insieme ad Ehrenfried Pfeiffer condusse alcuni esperimenti sull'azione delle «forze eteriche» formative, insite nei processi vitali, usando il metodo delle «cristallizzazioni sensibili», parallelo a quello della «dinamolisi capillare» sviluppato nel contempo dai coniugi Eugen e Lili Kolisko.
Scopo di queste ricerche era dimostrare i principi di una scienza vivente, capace di comprendere come la vita organica si organizzi a partire da forme eteriche e non da meccanismi «morti», validi solo nell'inorganico. Gli studi di Wachsmuth sull'argomento verranno esposti nei suoi libri, in particolare ne Le forze eteriche plasmative, e nei corsi sull'agricoltura biodinamica successivamente tenuti.
Dopo la distruzione del Goetheanum a seguito di un incendio doloso, Wachsmuth divenne assistente personale di Steiner, accompagnandolo nelle sue numerose trasferte, e sostenendo attivamente la ricostruzione di un nuovo edificio. 
Nella rifondazione della Società antroposofica avvenuta nel Convegno di Natale tra il 1923 e il 1924, Wachsmuth fu nominato membro della Presidenza, Tesoriere e Segretario.
Con queste funzioni continuò a lavorare accanto ad Albert Steffen, succeduto a Steiner dopo la morte di questi, impegnandosi a tenere in vita le attività scientifiche ed artistiche della Società, mostrando particolare capacità organizzativa durante le difficoltà economiche della seconda guerra mondiale.
Diresse inoltre l'associazione per la cura dei lavori e delle conferenze di Steiner.

## Opere

### Saggistica
- Die ätherischen Bildekräfte in Kosmos, Erde und Mensch. Ein Weg zur Erforschung des Lebendigen, Stoccarda, Der kommende Tag, 1924.[8]
- Die ätherische Welt in Wissenschaft, Kunst und Religion. Vom Weg des Menschen zur Beherrschung der Bildekräfte, Dornach, Philosophisch-Anthroposophischer Verlag, 1927.
- Die Reinkarnation des Menschen als Phänomen der Metamorphose, Dornach, Naturwissenschaftliche Sektion am Goetheanum, 1935; 2ª ristampa 1983.
- Bilder und Beiträge zur Mysterien- und Geistesgeschichte der Menschheit, Dresda, Emil Weises Buchhandlung (Karl Eymann), 1938.
- Die Geburt der Geisteswissenschaft. Rudolf Steiners Lebensgang von der Jahrhundertwende bis zum Tode (1900–1925). Eine Biographie, Dornach, Philosophisch-Anthroposophischer Verlag, 1941;
  - 2ª ristampa edita come Rudolf Steiners Erdenleben und Wirken, Dornach, Philosophisch-Anthroposophischer Verlag, 1951; 3ª 1964.
- Bibliographie der Werke Rudolf Steiners. In Ergänzung zu „Die Geburt der Geisteswissenschaft“, Dornach, Philosophisch-Anthroposophischer Verlag, 1942.
- Erde und Mensch. Ihre Bildekräfte, Rhythmen und Lebensprozesse. Grundlinien einer Meteorobiologie der Naturreiche, Kreuzlingen, Archimedes, 1945.
  - 4ª Dornach, Verlag am Goetheanum, 1980, ISBN 3-7235-0134-6.
- Die Entwicklung der Erde. Kosmogonie und Erdgeschichte, ein organisches Werden, Dornach, Philosophisch-Anthroposophischer Verlag, 1950.
- Werdegang der Menschheit. Kosmische Evolution – Erdenverkörperung – Völkerwanderung – Geistesgeschichte, Dornach, Philosophisch-Anthroposophischer Verlag, 1953; 2ª ristampa 1973.
- Kosmische Aspekte von Geburt und Tod. Beiträge zur Karmaforschung, Dornach, Philosophisch-Anthroposophischer Verlag, 1956; 3ª 1990.[8]

### Opere letterarie
- Il mondo segreto di Keplero. Dramma in 12 quadri, Basel-Dornach, Hybernia, 1946.[8]
- Arca di Noè. Schizzo drammatico in 7 quadri, Basel-Dornach, Hybernia, 1948.
- La divisione della terra. Dramma di un'epoca, Dornach, Hybernia, 1954.
- Arcangeli in Concilio. Dramma in 8 quadri con Prologo ed Epilogo, Dornach, Geering, 1961.[8]

Guenther Wachsmuth ha svolto anche attività di editore dei lavori di Steiner, e di traduzione delle opere di Edward Bulwer-Lytton.

## Pubblicazioni in italiano
- Arcangeli in concilio. Dramma storico in otto quadri su Federico II di Svevia, trad. it. di Fedele Mastroscusa e Giancarlo Roggero, TreUno, 2002 ISBN 9788888408019.[9]
- L'Arca. Bozzetto drammatico in sette quadri. Traduzione it. di Fedele Mastroscusa e Giancarlo Roggero, curatore Nicola Gelo. 2022
- Le forze eteriche plasmatrici. Nel cosmo nella terra e nell'uomo, trad. it. di Padre Giuseppe Trinchero, Torino, Psiche, 2017 ISBN 9788896093689.[6]